# Joanne McCarthy
Joanne McCarthy (Orland Park, 26 de octubre de 1974) es una exjugadora de baloncesto estadounidense. Jugó baloncesto universitario para la Universidad de Illinois en Chicago antes de jugar profesionalmente para los Chicago Condors en la efímera American Basketball League. Ella es la líder de todos los tiempos del baloncesto femenino de UIC Flames en puntos de carrera, tiros libres realizados, tiros de tres puntos de carrera realizados, así como tiros de tres puntos de una sola temporada y fue la primera jugadora de baloncesto de Flames en tener su número retirado. McCarthy, a veces conocida como JoJo, fue la Jugadora de Baloncesto del Año de la Midwestern Collegiate Conference (ahora Horizon League) de 1996. Ganó un campeonato clase AA de la Asociación de Escuelas Secundarias del Estado de Illinois (IHSA) en la escuela secundaria. Es hermana de Jenny McCarthy y prima de Melissa McCarthy.

## Primeros años de vida
McCarthy nació el 26 de octubre de 1974,  en la villa de Orland Park, un suburbio de Chicago, Illinois. Es la tercera de cuatro hermanas: Lynette, Jenny y Amy. Su hermana, Jenny, es actriz y ex-Playboy Playmate, y la actriz Melissa McCarthy es prima de las hermanas McCarthy. La familia tiene ascendencia alemana, irlandesa y polaca. Cuando era niña, asistió a la escuela primaria St. Turibius y la familia vivió en una casa de dos habitaciones hasta que pudieron permitirse el lujo de ampliarla con habitaciones adicionales. Tuvo una educación católica en el lado sur de Chicago. Sus padres, Dan y Linda McCarthy de Orland Park, alentaron a todos sus hijos a participar activamente en los deportes de la escuela secundaria: Lynette corría en pista; Jenny jugaba softbol; y tanto Amy como Joanne eligieron el baloncesto. Las hermanas practicaban gimnastas y bolos cuando eran jóvenes. Dan era capataz de una planta siderúrgica y a veces hacía malabarismos con tres trabajos para enviar a sus hijos a escuelas católicas privadas. Lisa trabajaba fuera de casa como esteticista.
Joanne asistió a la escuela secundaria de artes liberales Mother McAuley, donde se destacó en el baloncesto. Mother McAuley, que era la escuela para niñas más grande de Estados Unidos con 1915 estudiantes durante la última temporada de McCarthy, era una potencia del voleibol. En 1989, la escuela llegó a los cuatro finalistas de baloncesto de Clase AA de IHSA con McCarthy. En su tercer año, fue miembro del equipo del campeonato estatal femenino Clase AA de Mother McAuley 1991. Fue compañera de equipo de su hermana Amy en Mother McAuley.

## Carrera en baloncesto

### Universitario
McCarthy jugó para la UIC de 1992 a 1997. Fue dos veces seleccionada para el primer equipo de la Midwestern Collegiate Conference (MCC, ahora Horizon League) y Jugadora del Año de la MCC en 1996. Para la temporada – fue seleccionada como Jugadora del Año del MCC de pretemporada. Durante su carrera en la UIC, jugó con su hermana menor, Amy. Ella y Amy formaron la defensa titular en la última temporada de Joanne. En algunas estadísticas, ocupaban el primer y segundo lugar del equipo. Mientras estaba en la UIC, se especializó en psicología.
Había establecido varios récords para la Universidad de Illinois en Chicago, incluidos puntajes en su carrera (1.805 puntos), asistencias en su carrera (430) y porcentaje de tiros de campo de tres puntos en su carrera (.385) cuando su carrera terminó en 1997. En 2001, la UIC retiró su camiseta número 21, el primer honor de este tipo de la escuela para una jugadora de baloncesto. Superó el total de puntos de la carrera de Penny Armstrong de 1.657. Con más de 70 salidas consecutivas, también estableció el récord de mujer de hierro de la escuela. Otros récords escolares con los que McCarthy se retiró incluyen tiros de campo de tres puntos anotados en su carrera (238), tiros libres anotados en su carrera (463), tiros de tres puntos anotados en una sola temporada (76), porcentaje de tiros libres en su carrera (81,4%), partidos jugados en su carrera. (115), partidos iniciados en su carrera (111) y partidos jugados/inicializados en una sola temporada (31). A partir de 2023, McCarthy continúa ostentando los récords escolares de puntos profesionales, tiros libres realizados, tiros de campo de tres puntos realizados y tiros de campo de tres puntos realizados en una sola temporada. Su rendimiento porcentual de tiros libres de 142 – 169 (84,0%) en la temporada senior de quinto año lideró el MCC. Hubo anuncios de prensa con mucha antelación cuando Jenny iba a asistir a uno de sus juegos.
Durante el tiempo de McCarthy en la UIC, el equipo tuvo resultados mediocres: con un récord acumulado de 67 – 74 (40 – 40 en juegos de conferencia) y finales 5º, 5º, 3º, 4º y 6º. El equipo no logró llegar al Anexo:Torneo de baloncesto femenino de la División I de la NCAA ni a la final del torneo de baloncesto femenino de la Horizon League durante su estancia en la escuela.

### Profesional
Después de graduarse en 1997, McCarthy tuvo pruebas fallidas en la Women's National Basketball Association (WNBA). Luego, pasó un año como pasante de operaciones de baloncesto para el equipo de baloncesto de los Flames. Más tarde fue seleccionada con la primera selección de la quinta ronda del draft de la American Basketball League de 1998 por los Chicago Condors. McCarthy fue una incorporación tardía a la lista inaugural de la noche inaugural de los Condors cuando Katrina McClain decidió que no se uniría al equipo de los Condors al que había sido asignada luego de la disolución del Atlanta Glory. Unirse a los Condors significó que McCarthy pudiera jugar profesionalmente en el mismo estadio local (UIC Pavilion, ahora conocido como Credit Union 1 Arena) que jugaba en la universidad. Durante la temporada –, jugó en seis partidos para los Condors, donde fue entrenada por Jim Cleamons. Inicialmente, se había unido al equipo como «jugadora de reemplazo asalariada en caso de que alguien se lesionara». Cuando la liga cerró, probó para Los Angeles Sparks y Utah Starzz. Después de no ser contratada por ninguno, McCarthy se retiró del baloncesto, se mudó a Los Ángeles y se convirtió en maquilladora.